# موتور الله بخش حاتم
موتور الله بخش حاتم یک منطقهٔ مسکونی در ایران است که در دهستان جلگه چاه هاشم واقع شده‌است. موتور الله بخش حاتم ۱۱۳ نفر جمعیت دارد.